# Zelotes capsula
Zelotes capsula är en spindelart som beskrevs av Tucker 1923. Zelotes capsula ingår i släktet Zelotes och familjen plattbuksspindlar. Inga underarter finns listade i Catalogue of Life.